# Fluorcalciomicrolita
La fluorcalciomicrolita és un mineral de la classe dels òxids que pertany al grup de la microlita. Rep el nom segons la convenció, pel seu contingut dominant en fluor i calci, i per la seva relació amb altres minerals del grup de la microlita.

## Característiques
La fluorcalciomicrolita és un òxid de fórmula química (Ca,Na)₂(Ta,Nb)₂O₆F. Va ser aprovada com a espècie vàlida per l'Associació Mineralògica Internacional l'any 2012, sent publicada per primera vegada el 2013. Cristal·litza en el sistema isomètric. La seva duresa a l'escala de Mohs es troba entre 4 i 5.

## Formació i jaciments
Va ser descoberta a la mina Volta Grande, situada a la localitat de Nazareno, a Minas Gerais (Brasil). Tot i tractar-se d'una espècie gens habitual ha estat descrita en diferents indrets de tots els continents del planeta a excepció d'Oceania i l'Antàrtida.